# Ciuperceni (Teleorman)
Pour les articles homonymes, voir Ciuperceni.
Ciuperceni est une commune du județ de Teleorman en Roumanie.